# Шуда Олексій Адольфович
Олексій Адольфович Шуда (1976, Київ — 24 лютого 2022, Подільськ) — майор збройних сил України, учасник російсько-української війни. Загинув 24 лютого в результаті авіаційного удару по військовій частині.

## Життєпис
Народився у 1976 році в Києві.
У 1993 році вступив до Чернігівського авіаційного училища яке закінчив у 1997 році.[джерело?]
Потім проходив службу у 14 окремій радіотехнічній бригаді імені Богдана Хмельницького.
У 2014 році брав участь в АТО та ООС.[джерело?]
Загинув внаслідок ворожого авіа удару 24 лютого 2022 року.
27 лютого 2022 був похований у Подільську.